# جاكي جون
جاكي جون هو عازف جاز بلجيكي، ولد في 3 أبريل 1924 في بروكسل في بلجيكا، وتوفي في 28 سبتمبر 2012 في Braine-l'Alleud ‏ في بلجيكا.

## وصلات خارجية
- جاكي جون على موقع ميوزك برينز (الإنجليزية)